# Janusz Muniak

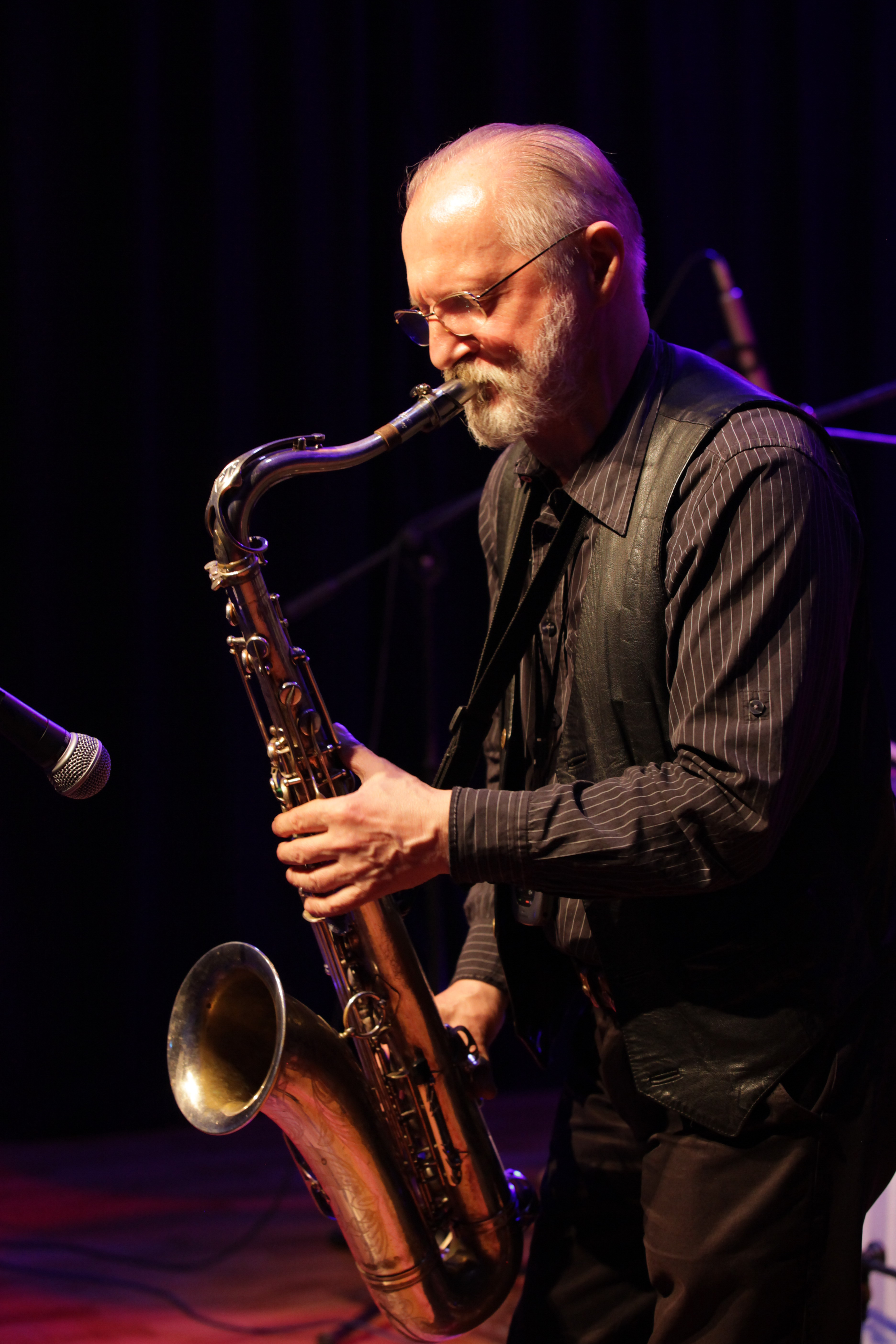
Janusz Muniak (2013)

Janusz Muniak (Krakau, 3 juni 1941 - aldaar, 31 januari 2016) was een Poolse tenorsaxofonist, fluitist, componist en arrangeur in de moderne jazz. Hij speelde lange tijd free jazz, maar in zijn latere jaren meer traditionele muziek.

## Biografie
Muniak debuteerde in 1960 in Lublin in de groep van Witold Miszczak. In 1963 haalde Tomasz Stańko hem binnen in zijn groep Jazz Darings, een van de eerste free jazz-bands in Europa. Na een tijd bij Andrzej Trzaskowski te hebben gespeeld (hij speelt mee op diens legendarische album Synopsis) was hij opnieuw actief voor Stańko. Hij speelde met Krzysztof Komeda (Moja Ballada) en Don Cherry en trad in 1985 op op de Jazz Jamboree van Warschau met pianist Hank Jones. Verder speelde hij onder meer met de Novi Singers, Freddie Hubbard, Hank Mobley, Charlie Ventura, Ronnie Burrage, George Cables, James Cammack, Don Cherry, Ted Curson, Art Farmer, Eddie Gladden, Dexter Gordon, Eddie Henderson, Hank Jones, Rusty Jones, Branislav Lala Kovačev, Joe Lovano, Wynton Marsalis, Lyle Mays, Pat Metheny, Takeo Moriyama, Joe Newman, Sal Nistico, Jasper van 't Hof, Aladár Pege, Rufus Reid, Akira Sakata, Archie Shepp, Yōsuke Yamashita, Władysław Sendecki, Tomasz Stańko, Zbigniew Namysłowski, Zbigniew Seifert, Adam Makowicz, Wojciech Karolak, Krzysztof Komeda, Andrzej Kurylewicz, Andrzej Trzaskowski, Jan Ptaszyn Wróblewski, Jarek Śmietana, Jan Jarczyk, Włodek Pawlik, Leszek Możdżer, Michał Urbaniak en Nigel Kennedy.
Muniak had tevens eigen groepen, de eerste in 1976. Onder eigen naam heeft hij zo'n dertig albums uitgebracht. Sinds 1992 had hij in het oude centrum van Krakau een jazzclub, 'U Muniaka', waarin hij af en toe ook zelf optrad.

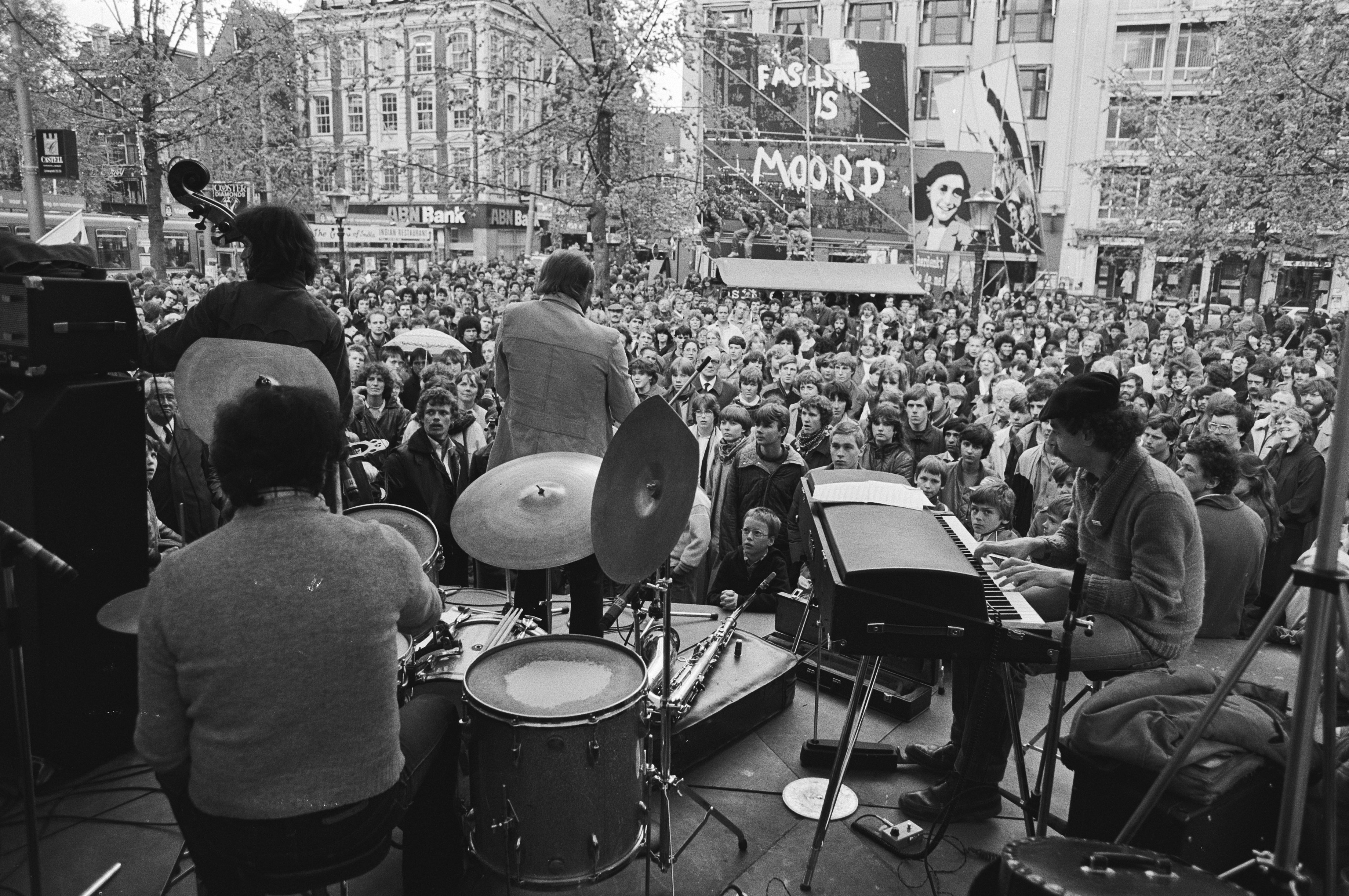
Janusz Muniak Quintet
in Amsterdam in 1981)

## Discografie (selectie)
- Tomasz Stańko Music for K. (1970; met Zbigniew Seifert, Bronisław Suchanek, Janusz Stefański)
- Question Mark (1978)
- Placebo (1983)
- Janusz Muniak Quartet (1986)
- You Know These Songs? (Gowi, 1994)
- Not So Fast (Gowi, 1995)
- One and Four (Gowi, 1997)
- Spotkanie (1998)
- Just Friends (Not Two Records, 2000)
- Annie (Not Two Records, 2002)